# Scipione Cappa
Scipione Cappa (Torino, 5 febbraio 1857 – San Maurizio Canavese, 3 giugno 1910) è stato un ingegnere idraulico italiano.

## Biografia
Laureatosi in ingegneria civile nel 1878 presso la Scuola d'applicazione per gli ingegneri di Torino, vi inizia subito la carriera accademica prima come assistente incaricato, poi passando al ruolo nel 1881, fino all'ordinariato nel 1885 in idraulica, assumendo altresì la direzione del "Gabinetto di Idraulica e Costruzioni Idrauliche" creato da Prospero Richelmy alla cui cattedra egli successe e che tenne fino alla morte prematura, avvenuta nel 1910.
Alle attività di didattica e di ricerca universitarie, affiancò, in modo cooperativo, un'intensa consulenza tecnica a varie società private affidatarie di concessioni municipali nel settore idrico e civile della città di Torino, con la soluzione delle relative problematiche ingegneristiche che lo portarono a brevettare nuove idee, metodi più funzionali ed innovative tecniche idrauliche, fra cui alcuni sistemi ottimali di distribuzione e contabilizzazione dell'acqua pubblica, inventando, a tale scopo, nuovi e più efficienti contatori idrici (cosiddetto "contatore meccanico di Cappa"), poi adottati anche in altre città italiane, fra cui Milano.

## Opere principali
- Album degli ingegneri e architetti, Tip. Negro, Torino, 1884.
- Meccanica applicata alle macchine, 2 voll., Tipo-lit. C. Giorgis, Torino, 1890 (con successive edizioni).
- Idraulica pratica, lezioni tenute nella R. Scuola d'applicazione per gli ingegneri, Tipo-lit. C. Giorgis, Torino, 1892 (con successive edizioni).
- Motori idraulici e macchine idrauliche, Tipo-lit. C. Giorgis, Torino, 1893 (con successive edizioni).
- Sui contatori d'acqua, Tipo-lit. Camilla & Bertolero, Torino, 1898 (con successive edizioni).
- Macchine idrauliche, lezioni tenute nella R. Scuola d'applicazione per gli ingegneri, A.A. 1902-03, Libreria Universitaria, Torino, 1905.
- Corso di idraulica pratica, Tip. C. Pasta, Torino, 1907.